# Jouko Tolonen

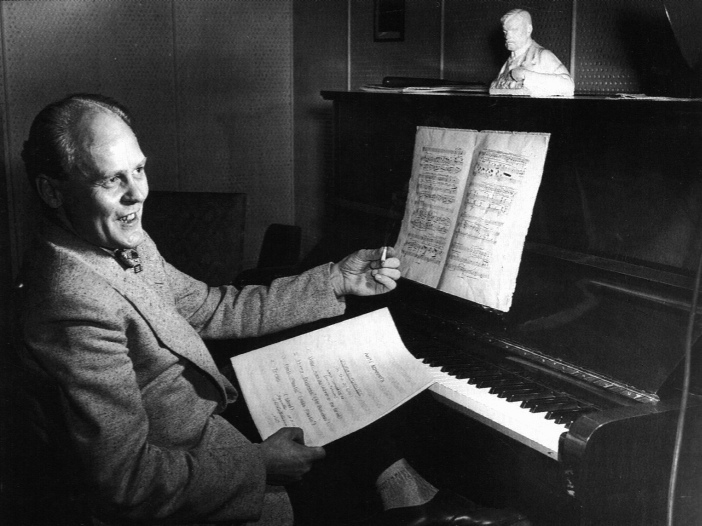
Jouko Tolonen.

Jouko Paavo Kalervo Tolonen, född 2 november 1912 i Borgå, död 23 juli 1986 i Helsingfors, var en finländsk musikvetare.
Tolonen blev filosofie doktor 1969. Han var 1946–1955 musikchef vid Rundradion, 1956–1960 chef för Finlands nationalopera och 1960–1966 lektor i musikteori vid Sibelius-Akademin. Han var 1966–1972 lektor och 1972–1977 personlig extra ordinarie professor i musikvetenskap vid Åbo universitet.
Tolonen framträdde även som pianist, dirigent samt kompositör och komponerade orkesterverk (bland annat en symfoni), kantater, sånger, pianostycken med mera.